# Rainer Fetting
Rainer Fetting (ur. 30 grudnia 1949 w Wilhelmshaven) – niemiecki malarz neoekspresjonistyczny i rzeźbiarz.

## Życiorys
Jest jednym z założycieli i głównym bohaterem w Galerii Moritzplatz w Berlinie, założonej pod koniec 1970 przez grupę młodych artystów nazwanych później „Młodymi Dzikimi” (z niem. Neue Wilde). 
Jego najbardziej znanym dziełem jest „Brandt” – rzeźba dla Willy-Brandt-Haus w Berlinie. Mniej znane jest jego wczesne dostosowanie fotografii i filmu jako medium dla jego artystycznej ekspresji.